# Ernst Wehrli
Ernst Adolf Wehrli (* 14. August 1892 in Wasterkingen; † 6. Mai 1970 in Zürich) war ein Schweizer Künstler, der in den Bereichen Malerei, Grafik und Lithographie tätig war.
Wehrli war als Maler und Zeichner stark vom Panidealismus Rudolf Maria Holzapfels beeinflusst. Ab 1936 leitete er eine private Malschule in Zürich. In seinem Unterricht und seinen Führungen im Zürcher Kunsthaus „auf unkonventionelle, absolut unakademische Weise die Erkenntnisse der Physiognomik, Graphologie und Psychologie an“.
Seine Tochter ist die panidealistische Künstlerin Marblum Berg-Wehrli.